# Ibrahim Coulibaly
Ibrahim Coulibaly (Spitzname IB; * 24. Februar 1964 in Bouaké; † 27. April 2011 in Abidjan) war ein ivorischer Rebellenführer.

## Leben

### Erste politische Aktivitäten
Von 1990 bis 1993 war Coulibaly Anführer der Leibwache von Alassane Ouattaras Ehefrau Dominique.

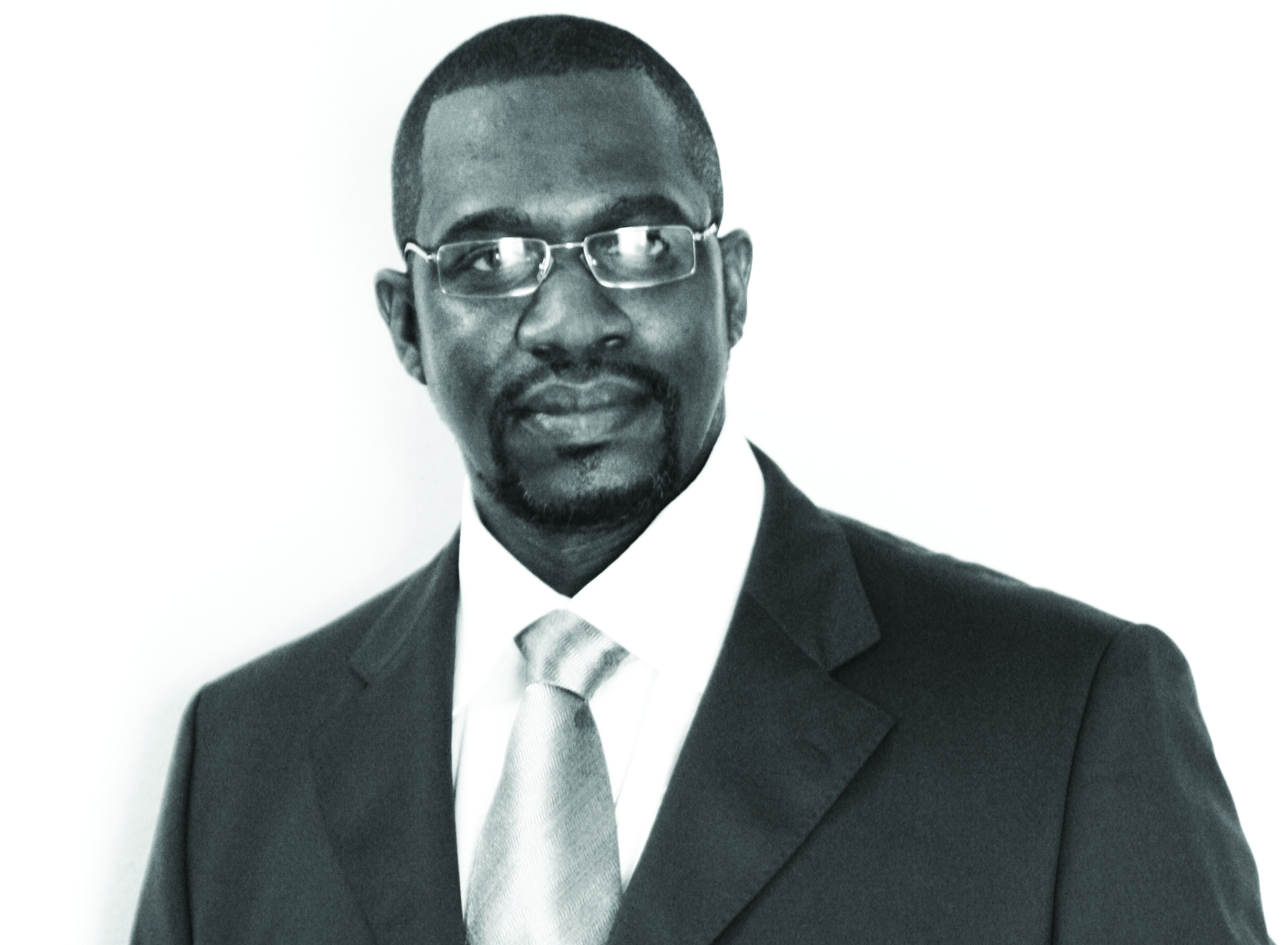

Er war, obwohl nur im Rang eines Feldwebels, einer der Initiatoren des Putsches vom Dezember 1999, der Robert Guéï 1999 an die Macht brachte. Danach ernannte ihn Guéï zum Militärattaché an der ivorischen Botschaft in Kanada.

### Flucht
Im September 2000, kurz vor den Präsidentschaftswahlen 2000 wurde ein Mordanschlag auf Guéï verübt, als dessen Organisator Coulibaly gilt. Er flüchtete aus Kanada nach Burkina Faso, wo er auf die etwa 200 ivorischen Deserteure stieß, die an dem Anschlag beteiligt waren.
Coulibaly beteiligte sich auch an dem Aufstand im September 2002 gegen Laurent Gbagbo, in dessen Verlauf er nach einem internen Machtkampf die Führungsrolle an Guillaume Soro abgeben musste. Im August 2003 wurde er unter dem Verdacht, die ivorische Regierung zu destabilisieren, in Paris verhaftet, jedoch gegen Kaution freigelassen, worauf er nach Belgien floh, das er 2007 mit unbekannten Ziel verließ. Im Juni 2008 verurteilte ihn ein französisches Gericht in Abwesenheit wegen „Anführens oder Organisierens einer Söldnertruppe“ zu vier Jahren Haft. Zusammen mit ihm wurden 12 Männer mit Haftstrafen zwischen zehn Monaten auf Bewährung und dreißig Monaten unbedingt belegt.

### Regierungskrise 2010/2011
Nachdem die Forces Nouvelles de Côte d’Ivoire (FN), während der Regierungskrise, bis dahin immer von „Unsichtbaren Kommandos“ gesprochen hatten, zeigte sich Ibrahim Coulibaly im März 2011 offen in Abobo, einem Stadtviertel von Abidjan, und gab sich als einer ihrer Anführer zu erkennen.
Nach Augenzeugenberichten fand in der Nacht vom 31. März auf den 1. April ein Gefecht mit vielen Toten zwischen den Unsichtbaren Kommandos und den FRCI um das Gebäude des staatlichen Fernsehsenders Radiodiffusion-Télévision ivoirienne (RTI) statt. Der angebliche Grund war das Verlangen von Ibrahim Coulibaly eine Mitteilung verlesen zu lassen, nach der er als Leiter einer militärischen Übergangsregierung die Macht übernehmen solle. Ouattara und Coulibaly wiesen die Vorfälle zurück.
Obwohl er sich am 17. April in einem Interview mit der AP zu Ouattara bekannt hatte, kam es nur vier Tage später zu einem einstündigen Feuergefecht mit den Forces républicaines de Côte d’Ivoire (FRCI), der Nachfolgeorganisation der FN, bei seinem Hauptquartier in Abobo. Die FRCI hatten es auf Befehl von Guillaume Soro angegriffen, wurden aber zurückgeschlagen.
Ibrahim Coulibaly wurde am 27. April bei einer Offensive der FRCI, im PK18-Bezirk in Abobo, getötet. Laut Leon Alla Kouakou, einem Sprecher der FRCI, nahm er Geiseln, nachdem seine Soldaten entwaffnet werden sollten. Die FRCI-Soldaten gaben zwei Warnschüsse ab, die mit gezielten Schüssen beantwortet wurden. Außer Coulibaly kamen sechs Kämpfer der Unsichtbaren Kommandos und zwei Angehörige der FRCI ums Leben.
Grund für die Kämpfe zwischen den Unsichtbaren Kommandos und den FRCI war die Weigerung der Kommandos sich zu entwaffnen. Zusätzlich soll Coulibaly ein Regierungsamt gefordert haben. Außerdem wurden seiner Miliz zahlreiche Plünderungen und andere illegale Taten vorgeworfen.